# Senna aversifolia
Senna aversifolia là một loài thực vật có hoa trong họ Đậu. Loài này được (Herbert) H.S.Irwin & Barneby miêu tả khoa học đầu tiên.